# Motoren & Toerisme
Motoren & Toerisme is een Vlaams maandblad dat uitgegeven wordt door De Deeluitgeverij in België. Het zusterblad in Wallonië heette Moto & Loisirs.

## Historiek
Het blad verscheen voor het eerst in 1991, oprichter was Dirk Melkebeek en werd uitgegeven door Meta Media. In 2010 werd het tijdschrift overgenomen door Think Media en eind 2015 kwam het in handen van Cascade. Van juni 2018 tot en met mei 2019 het uitgegeven door Medialaan - De Persgroep Publishing. Daarna werden de activiteiten overgenomen door De Deeluitgeverij.
Het blad brengt een mix van toerisme- & motorfietsnieuws en verschijnt in 2018 niet langer maandelijks, maar minstens zes keer per jaar.

## Redactie
| Tijdspanne  | Hoofdredacteur        |
| ----------- | --------------------- |
| 1990 - 2012 | Dirk Melkebeek        |
| 2012 - ?    | Dirk Gosseye          |
| ? - ?       | Bart De Schampheleire |
| 2018-heden  | Tom van der Sande     |